# Fênix
Fênix är en kommun i Brasilien.   Den ligger i delstaten Paraná, i den södra delen av landet, 1 000 km söder om huvudstaden Brasília. Antalet invånare är 4 802.
Trakten runt Fênix består till största delen av jordbruksmark. Runt Fênix är det glesbefolkat, med 20 invånare per kvadratkilometer.